# Невьянск
Невья́нск — город в Свердловской области России, административный центр Невьянского района и Невьянского муниципального округа. Один из старейших городов Урала, центр народного промысла Невьянской иконы. Город широко известен благодаря одной из самых известных архитектурных достопримечательностей Урала — Невьянской наклонной башне.
В городе находится железнодорожная станция Невьянск на направлении Екатеринбург — Нижний Тагил и автовокзал.

## Географическое положение
Город Невьянск расположен на восточном склоне Среднего Урала, на реке Нейве, которая в черте города образует Невьянский пруд, продолжающийся на юг и восток за пределы города. Невьянск находится в 74 километрах по автодороге и в 99 километрах по железной дороге к северу от Екатеринбурга, в 76 километрах по автодороге и 50 километрах по железной дороге к югу от Нижнего Тагила. В 40 километрах южнее Невьянска расположено озеро Таватуй.

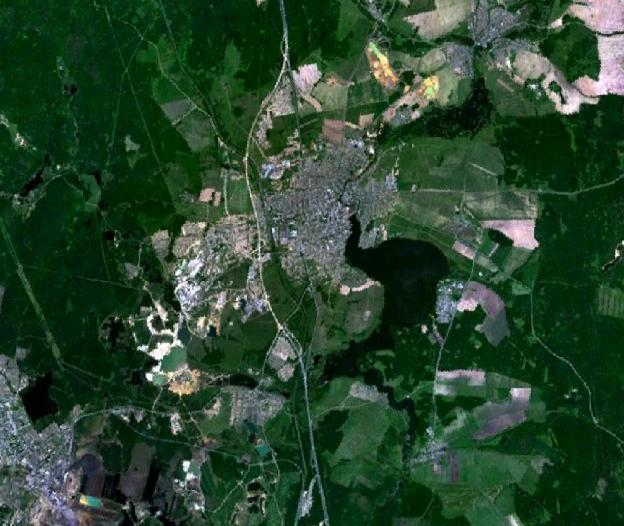
Вид из космоса на Невьянск и окрестности

## История
Невьянск основан по указу Петра I в 1701 году в связи со строительством чугуноплавильного и железоплавильного заводов.
Первая плавка была произведена 15 декабря 1701 года, именно эту дату принято считать днём рождения Невьянска. 4 марта 1702 года Государственный завод указом императора Петра I был передан в собственное владение заводчику Никите Демидовичу Антуфьеву (Демидову), основателю династии Демидовых. В 1745 году имущество Акинфия Никитича было разделено на три части между сыновьями Прокопием, Григорием и Никитой. Невьянская часть досталась Прокопию Акинфиевичу Демидову.
В 1768 году Невьянский завод купил Савва Яковлев (Собакин).
В XIX — нач. XX вв. Невьянский завод образовывал Невьянскую волость Екатеринбургского уезда Пермской губернии.
В 1878 году открыто движение по Уральской горнозаводской железной дороге.
В 1919 году посёлок-завод получил статус города.
12—17 июня 1918 года в Невьянске произошло антибольшевистское восстание (от 3 до 5 тыс. участников), восставшие заняли город и совершили налёт на Нижний Тагил. Восстание было подавлено объединёнными действиями красногвардейских отрядов, спешно прибывших из разных городов Урала.
26 сентября 1960 года Невьянск получил статус города областного подчинения.
1 февраля 1963 года Совет депутатов трудящихся города Невьянска передан в подчинение Свердловскому областному Совету депутатов трудящихся.
Современная черта города была установлена 3 марта 2006 года.

## Население
| 1873    | 1897    | 1931    | 1959    | 1967    | 1970    | 1979    | 1989    | 1992    |
| ------- | ------- | ------- | ------- | ------- | ------- | ------- | ------- | ------- |
| 14 110  | ↗16 000 | ↘14 800 | ↗30 878 | ↗31 000 | ↘29 765 | ↗32 361 | ↘29 764 | ↘29 300 |
| 1996    | 1998    | 2002    | 2003    | 2005    | 2006    | 2007    | 2008    | 2009    |
| ↘28 200 | ↘27 400 | ↘26 644 | ↘26 600 | ↘25 900 | ↘25 600 | ↘25 300 | ↘25 200 | ↗25 227 |
| 2010    | 2011    | 2012    | 2013    | 2014    | 2015    | 2016    | 2017    | 2018    |
| ↘24 567 | ↗24 600 | ↘24 323 | ↘24 034 | ↘23 831 | ↘23 767 | ↘23 545 | ↘23 348 | ↘23 200 |
| 2019    | 2020    | 2021    | 2023    |         |         |         |         |         |
| ↘22 943 | ↘22 806 | ↘22 061 | ↘22 030 |         |         |         |         |         |

На 1 января 2024 года по численности населения город находился на 608-м месте из 1119 городов Российской Федерации.

## Достопримечательности

### Невьянская наклонная башня
Построена между 1725 и 1732 годами. Это самое известное архитектурное сооружение на всём Урале. Башня является главным символом города Невьянска. Памятник истории и культуры федерального значения.

### Храмы Невьянска
Спасо-Преображенский собор
Спасо-Преображенский собор — православный храм в Невьянске, второй кафедральный собор Нижнетагильской епархии. Находится на главной городской площади. После революции, в 1932 году, храм был закрыт советскими властями, а здание передано Невьянскому механическому заводу. Возвращён Русской Православной церкви после реставрации 8 декабря 2003 года.
Свято-Троицкий храм
В 1853 году в центральной части Невьянска на средства казны построена Свято-Троицкая единоверческая церковь (без колокольни). В те годы Невьянск являлся крупным старообрядческим центром. Для тех староверов, кто пошёл на компромисс с официальной православной Церковью, и создавались единоверческие храмы. В народе новую церковь называли «красной», говорят, по цвету фасадов. В храме находился особо почитаемый древний образ святителя Николая Чудотворца. Говорят, первоначально икона пребывала в старообрядческой часовне. Однажды случилось несчастье, по недосмотру эта часовня сгорела. Спасти удалось лишь древний образ Николая Чудотворца. В 1937 году храм был закрыт, его купола снесены. В разные годы здесь размещался музей и пекарня: в течение нескольких лет выпускались кондитерские изделия, пиво, квас. В 1995 году здание старого храма вновь вернули верующим, возобновились богослужения, но внешний облик церкви пока не восстановлен. Свято-Троицкий храм находится по адресу: улица Крылова, 20.
Вознесенская церковь
Церковь вознесения Господня — небольшая кладбищенская церковь XIX века. Расположена по адресу: улица Коскович, 81.

### Музеи

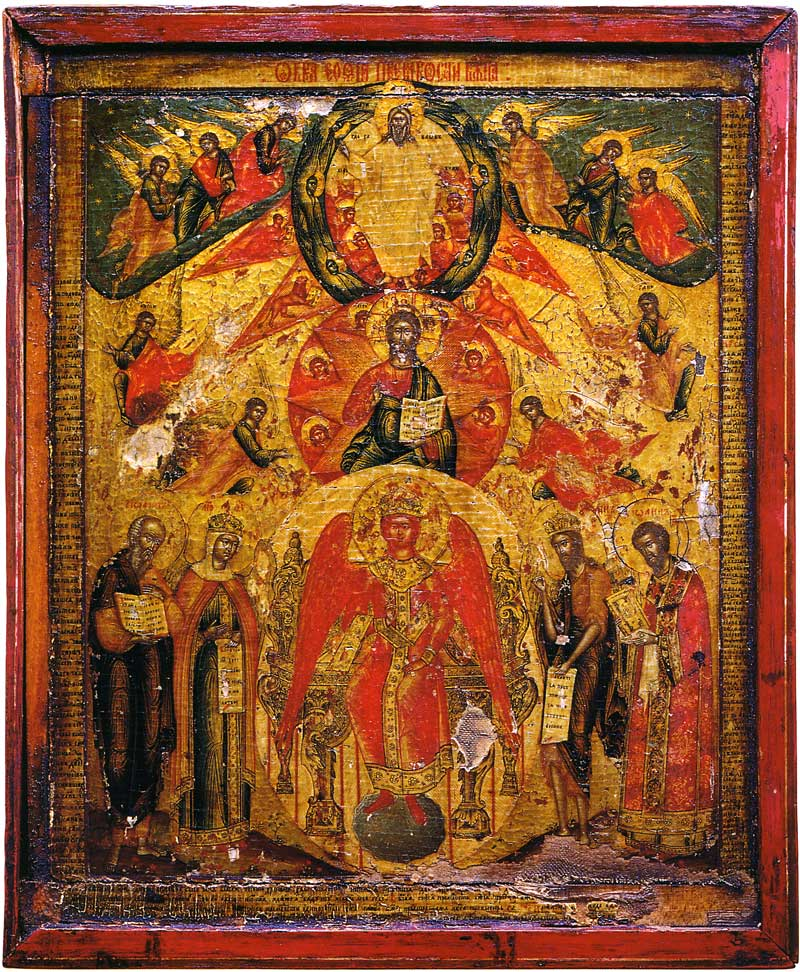
Святая Мудрость (Невьянск, XVIII век)

- Невьянский государственный историко-архитектурный музей (Музей истории Невьянского края) (Площадь Революции, д. 2);
- Музей «Дом Невьянской иконы» с иконописной мастерской.

Музей «Дом Невьянской иконы» был открыт в ноябре 2003 года при иконописной мастерской Фонда «Возрождение невьянской иконы и народных художественных промыслов». Экспозиция музея размещается на площадях небольшого помещения в историческом центре города, на площади Революции, недалеко от Невьянской наклонной башни. Здесь же расположена и иконописная мастерская. После завершения реконструкции дома купца А. П. Дождева музей выставит своё собрание в его стенах.
Основой коллекции музея послужили иконы, переданные в дар Фонду частным коллекционером А. А. Кошелевским. В музейной экспозиции представлены старинные иконы мастеров XVII—XIX веков и современных иконописцев, работающих в традиции невьянской школы.
Подобный, довольно известный частный музей с таким же названием, есть и в Екатеринбурге.

### Памятники
- Памятник Петру I и Никите Демидову;
- Мемориал в честь погибших за Советскую Родину;
- Мемориал павшим в Гражданскую войну и Великую Отечественную войну.

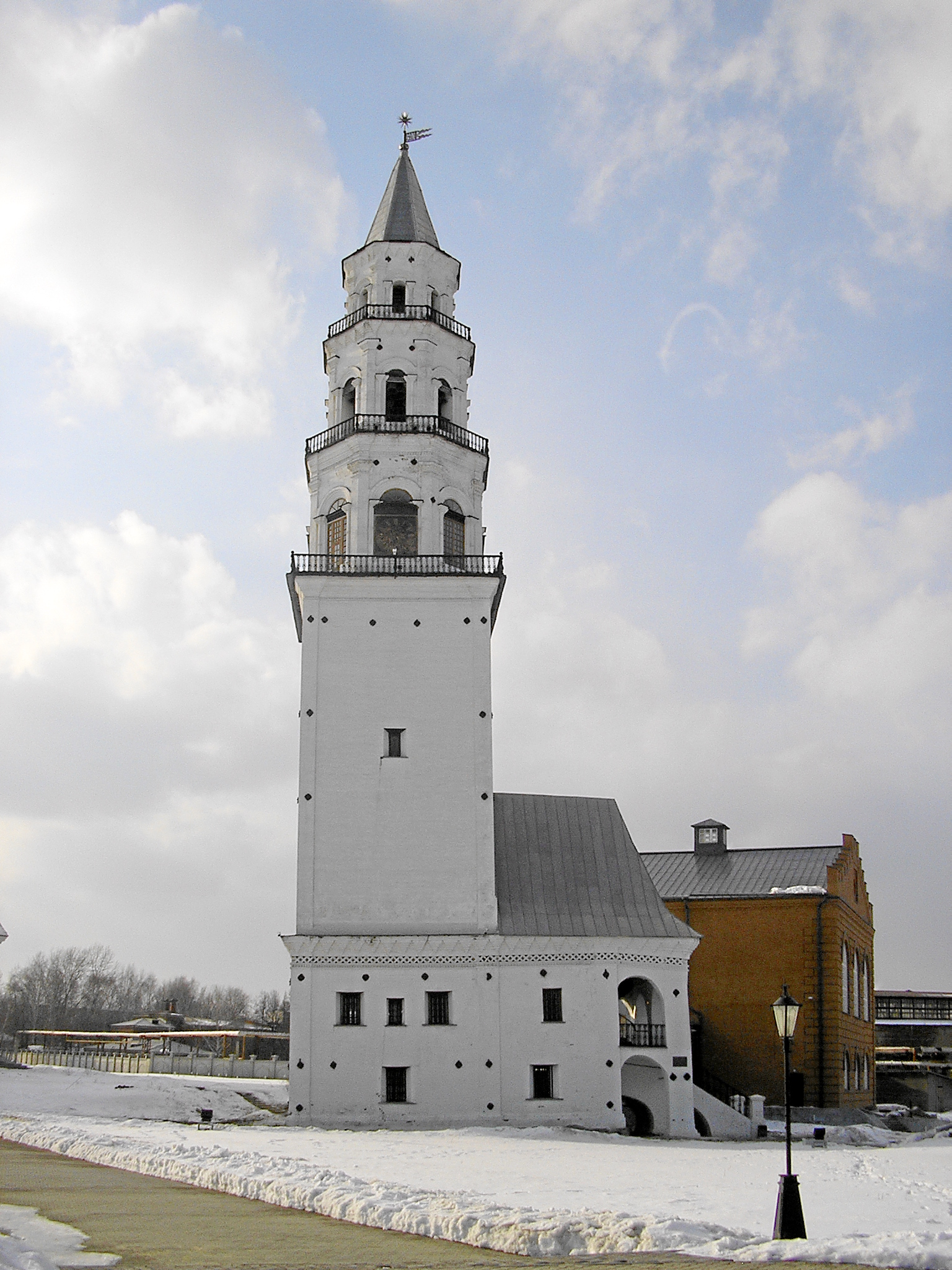
Невьянская башня
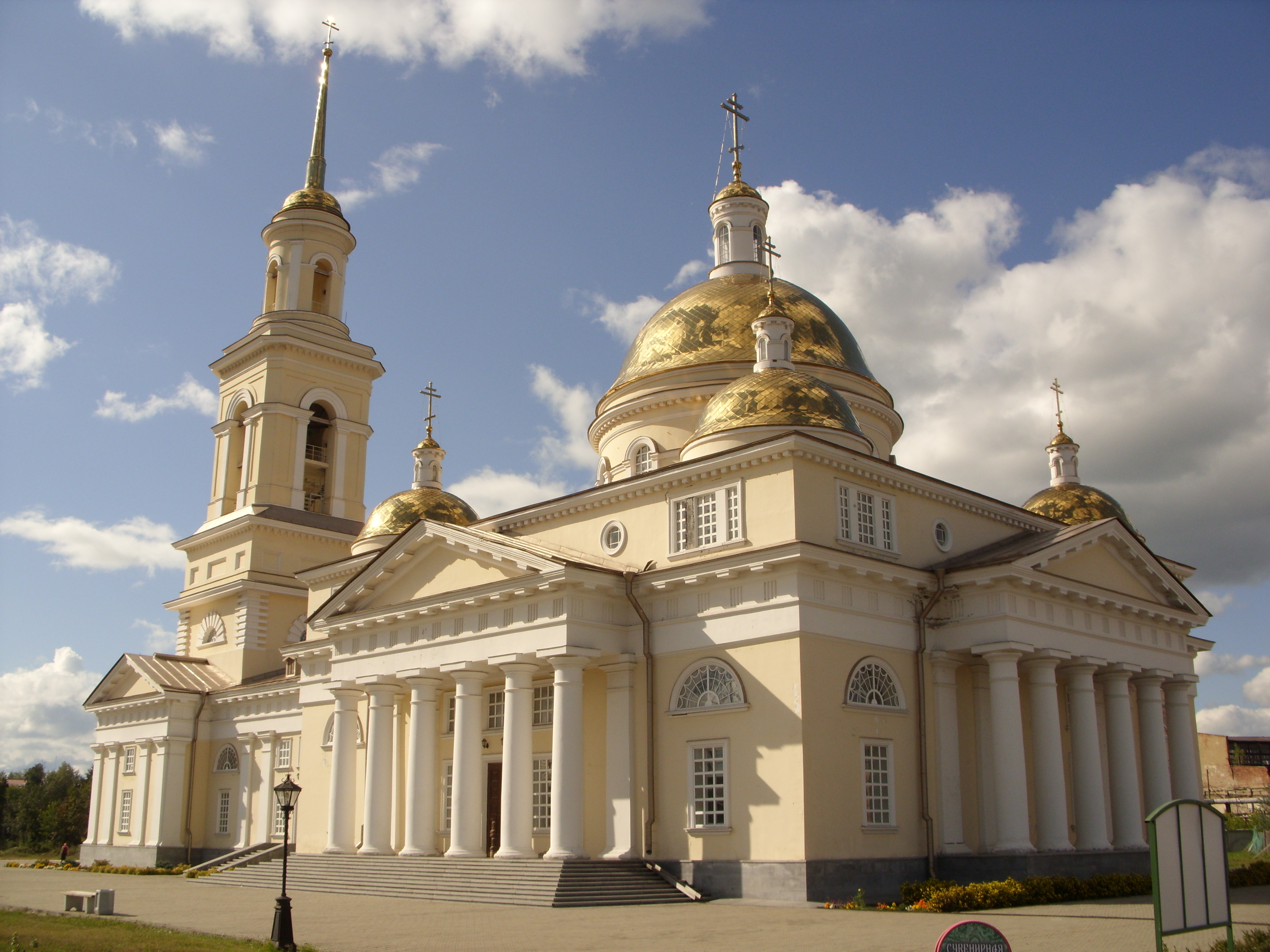
Спасо-Преображенский собор
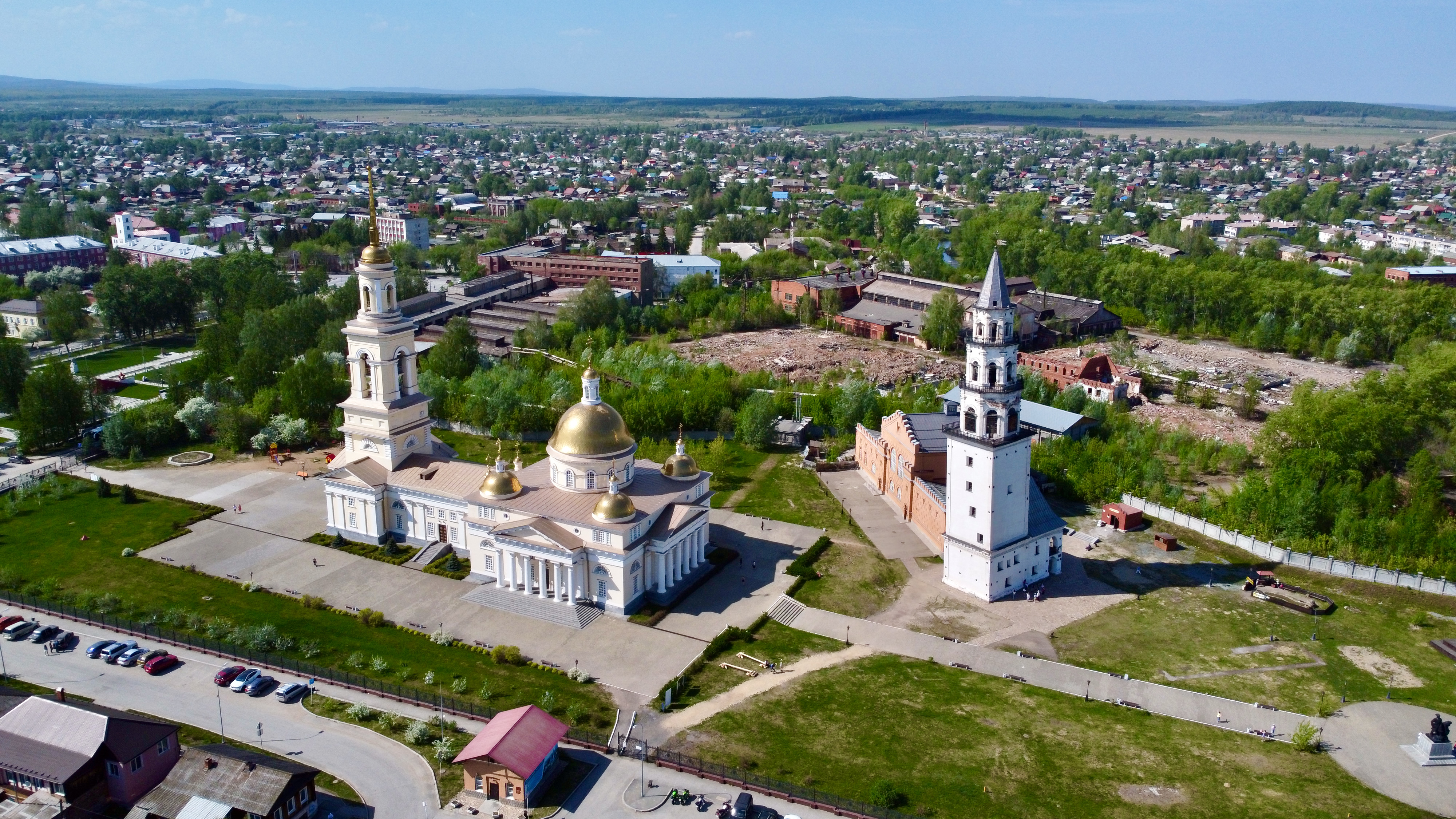
Ансамбль собора и башни
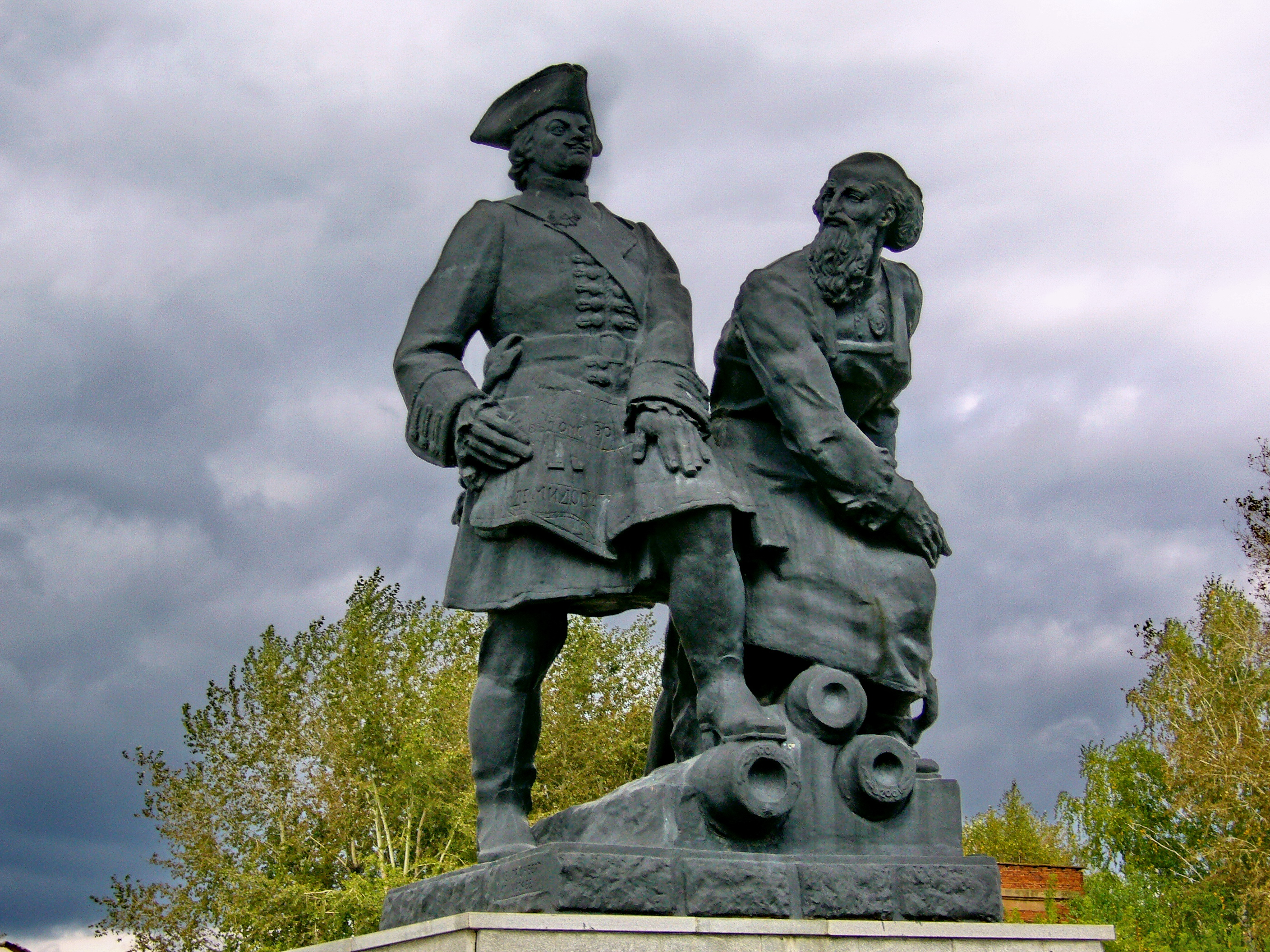
Памятник Петру I и Н. Демидову
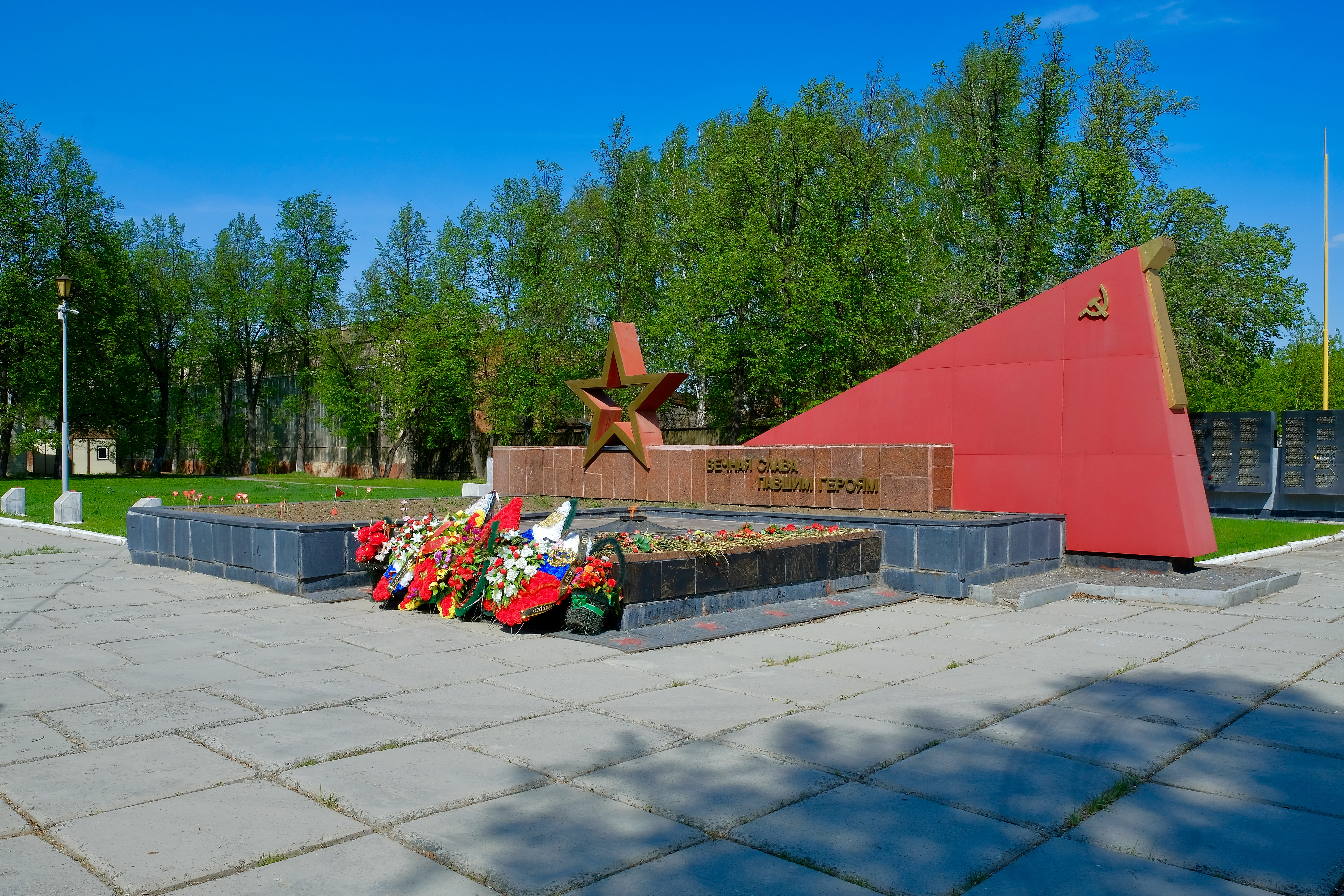
Мемориал павшим в Гражданскую и Великую Отечественную войны

## Архитектура
Дом купца Дождева (находится в аварийном состоянии). В 2008 году со стороны Невьянской наклонной башни благоустраивается набережная Невьянского пруда.

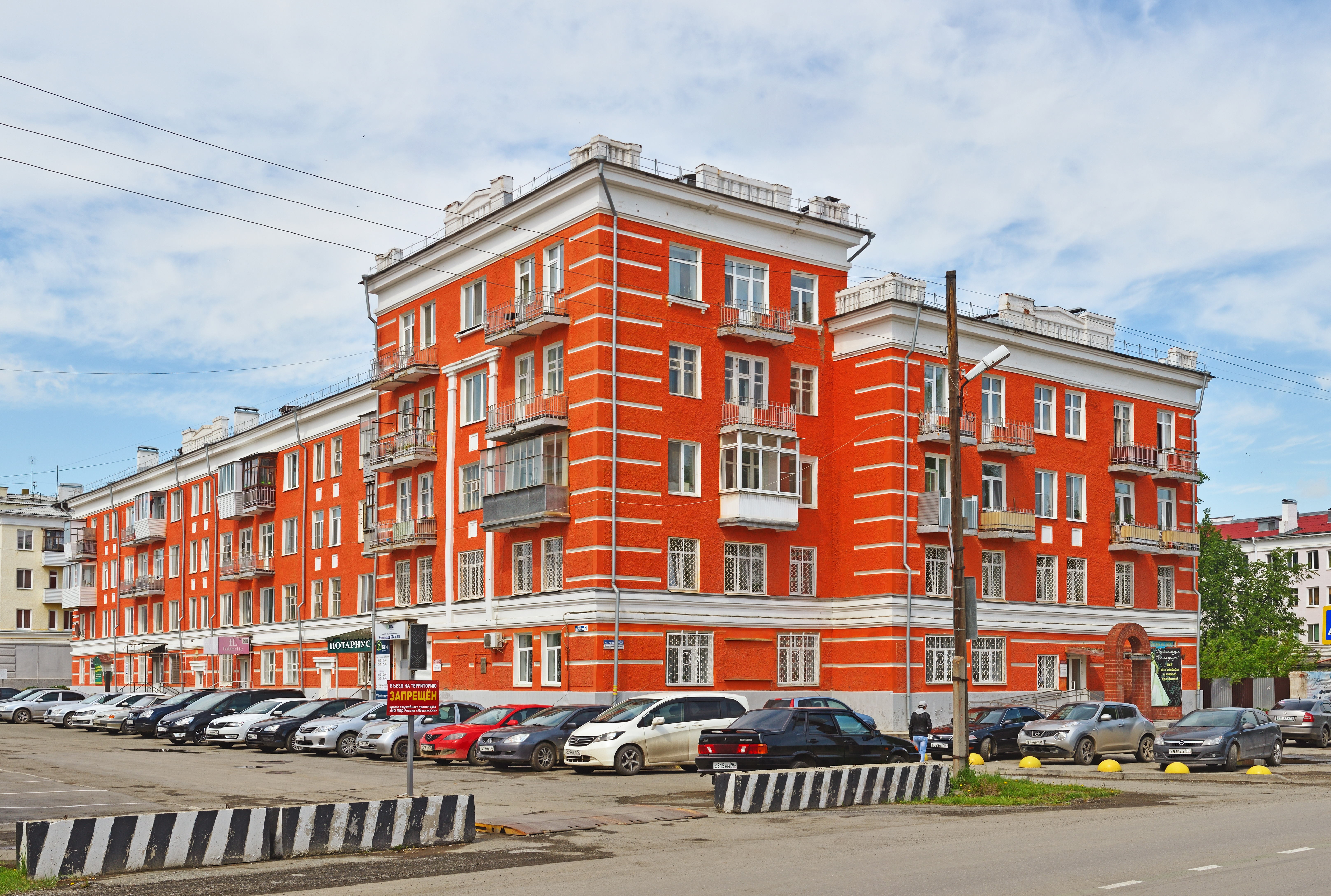
Дом инженерно-технических работников
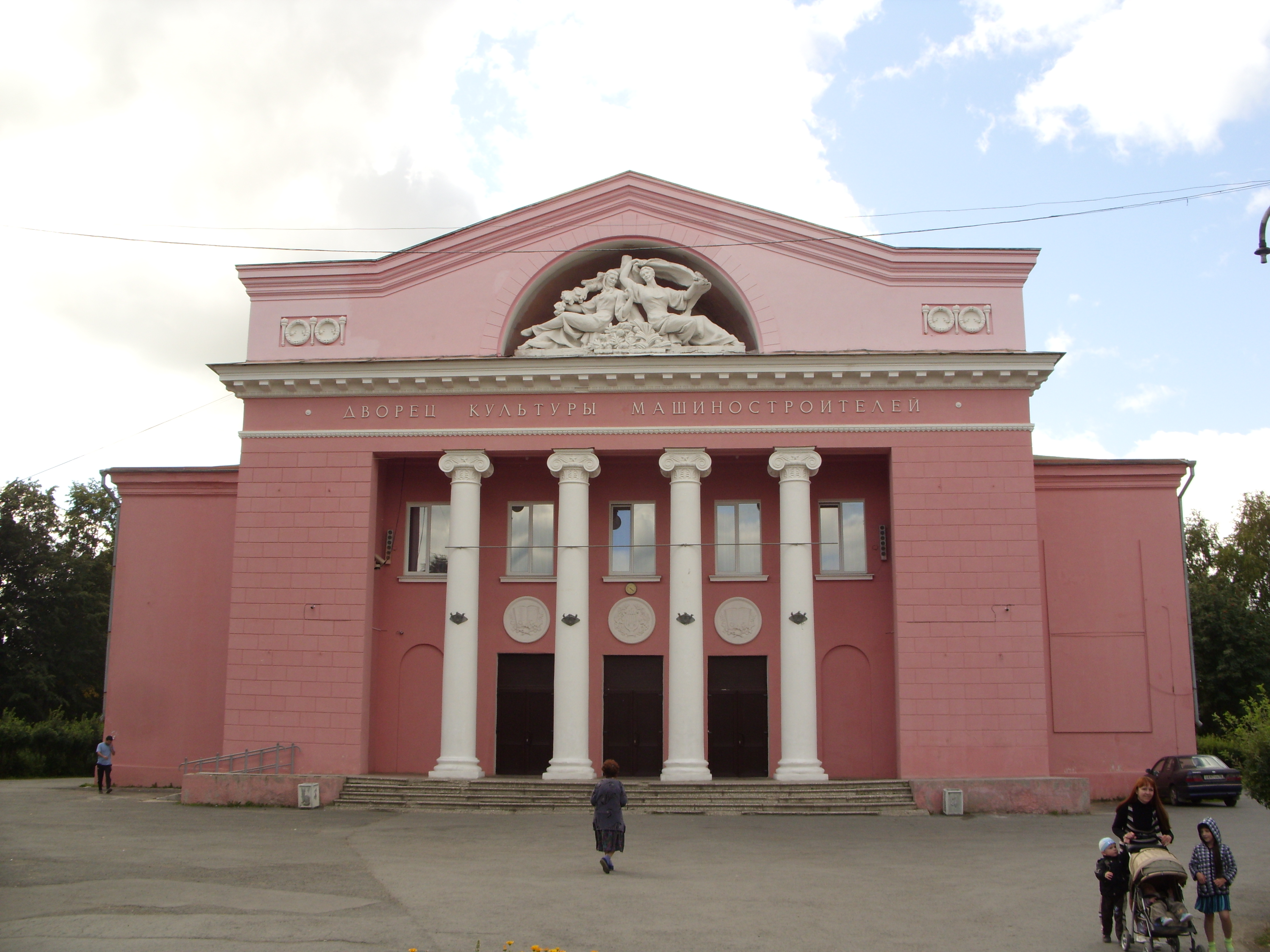
Дворец культуры Машиностроителей
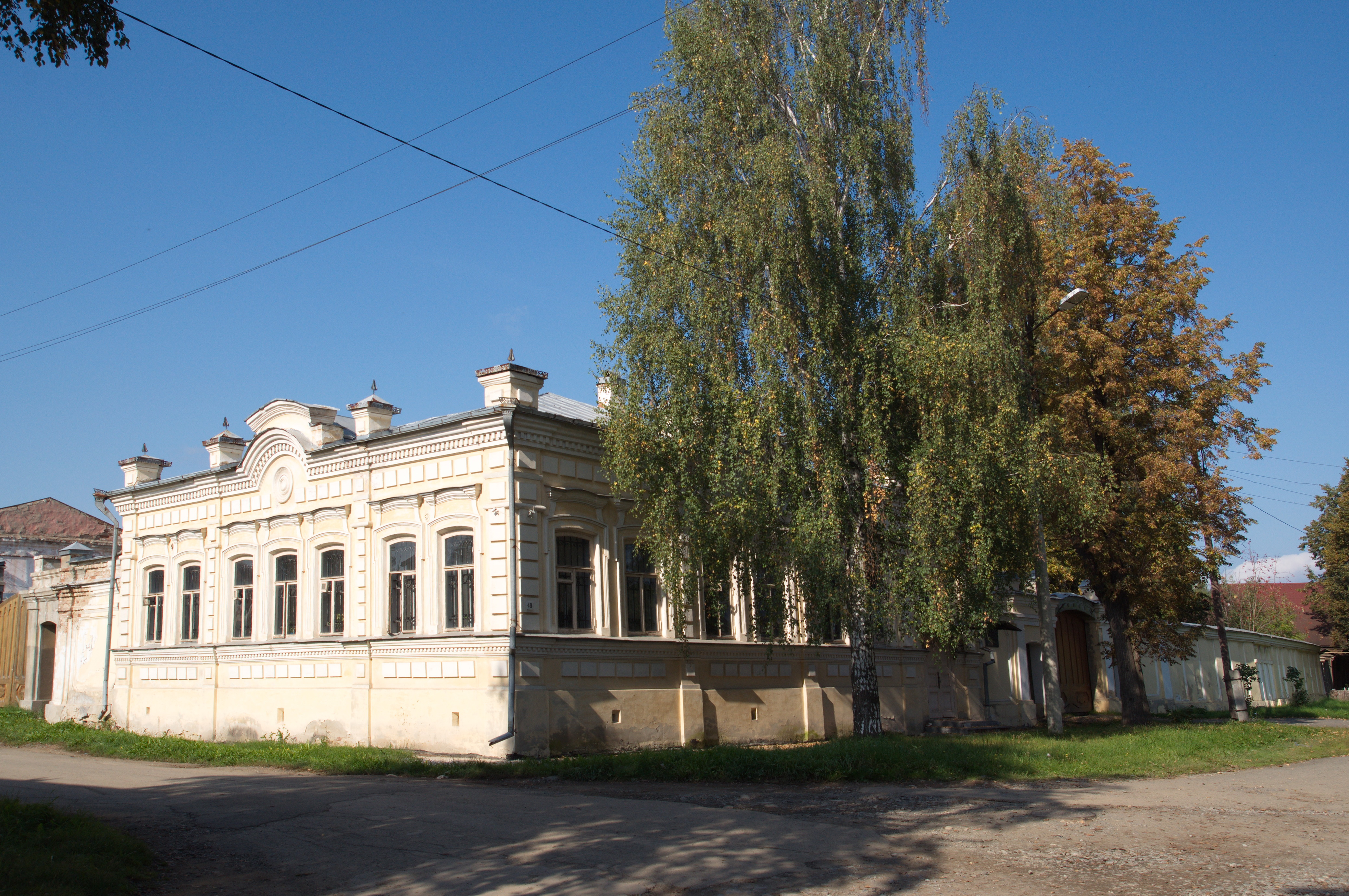
Усадьба золотопромышленника Подвинцева
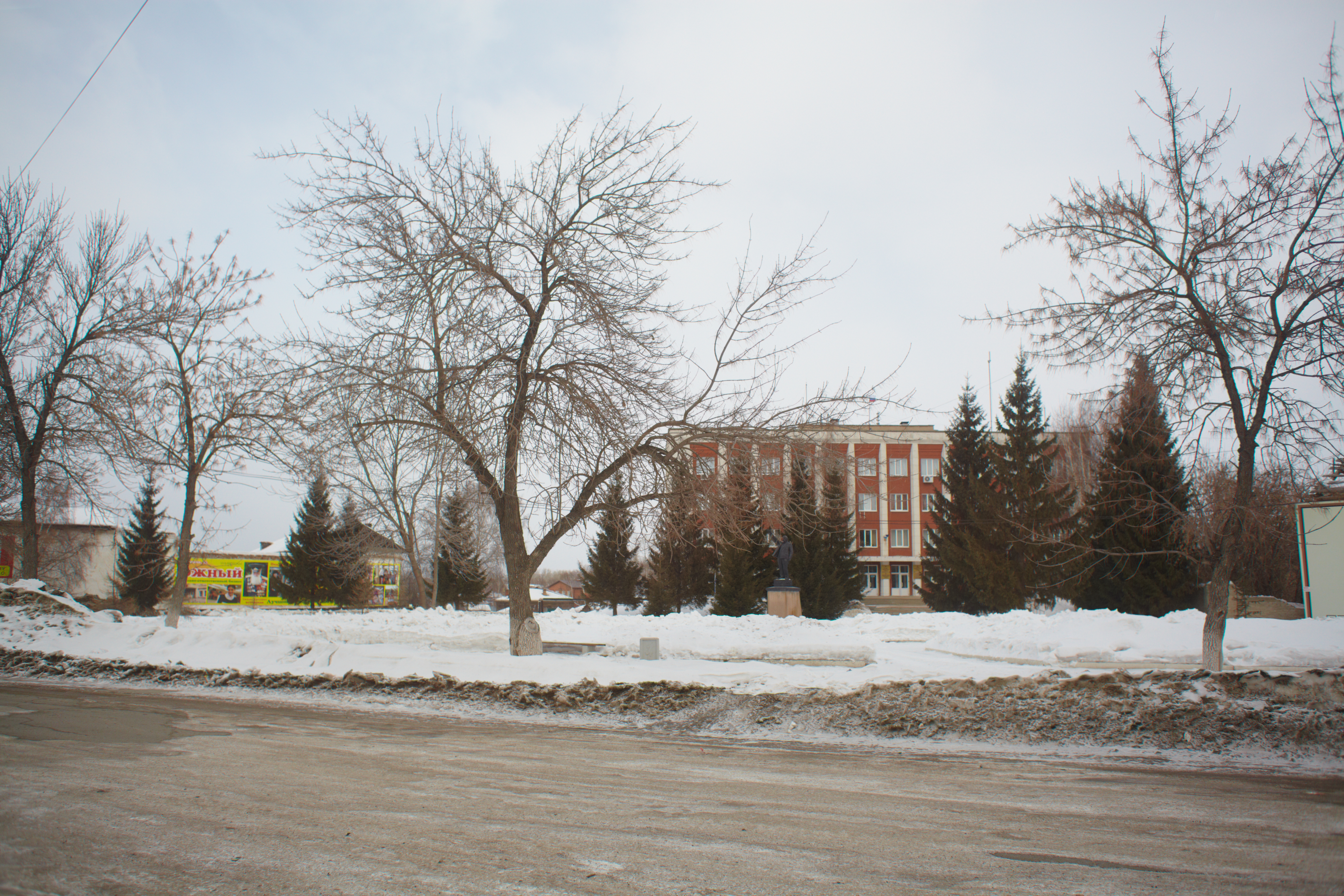
Здание администрации города
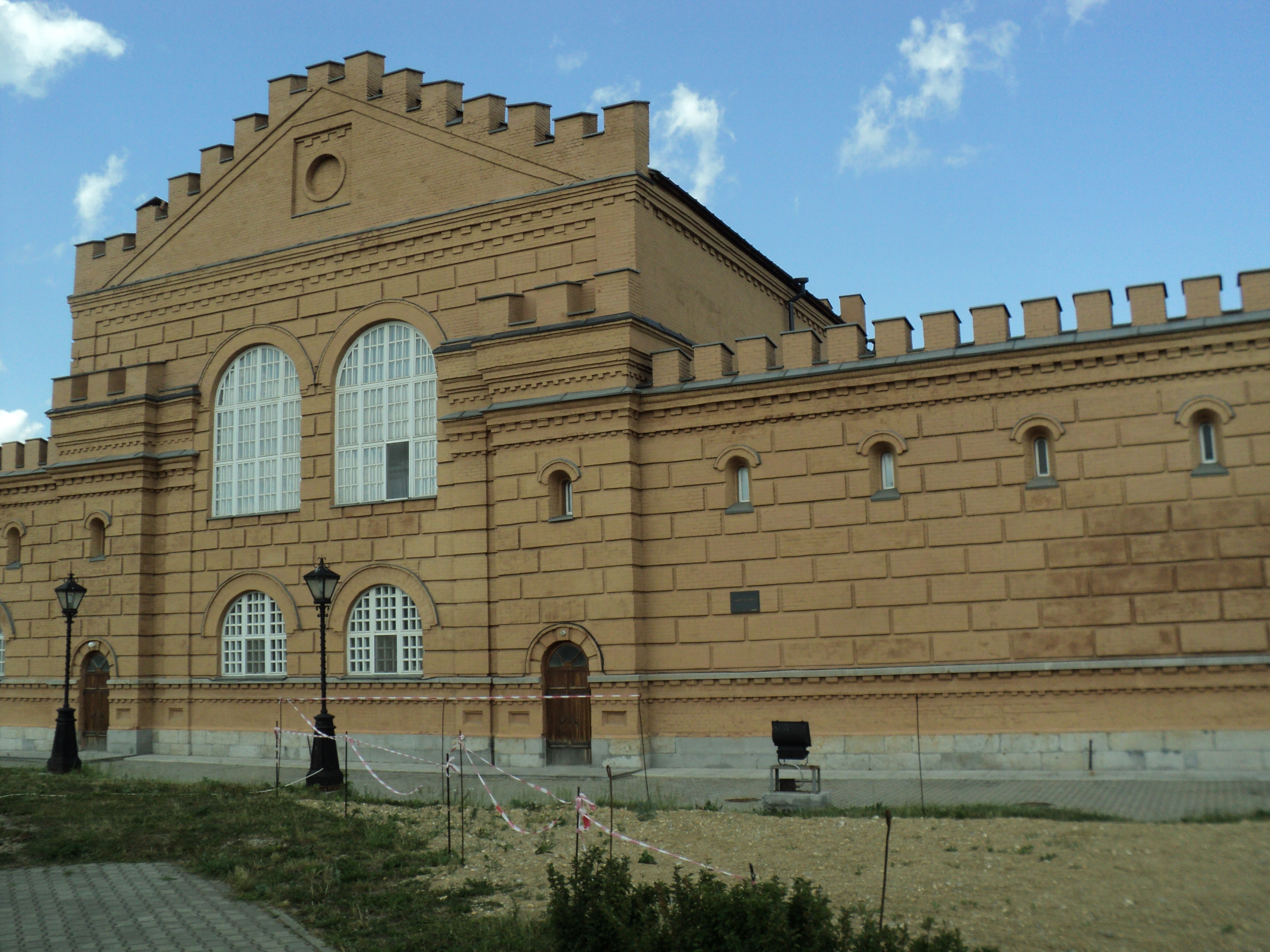
Исторический музей

## Культура
- Невьянск — центр горнозаводской старообрядческой иконописи.
- Главная достопримечательность города — Невьянская наклонная башня.
- В 2001 году город Невьянск отметил 300-летие со дня основания.
- В городе имеется дворец культуры Машиностроителей.
- Невьянск упоминается в книге Владислава Крапивина «Трое с площади Карронад» как место жительства главного героя книги Славки.
- Невьянск  упоминается в книге Михаила Татаринова «Сказ о невьянской башне».

## Промышленность
- ЗАО «Невьянский машиностроительный завод».
- ООО «Бергауф Невьянск» — завод по производству сухих смесей.
- ЗАО «Невьянский экспериментальный механический завод».
- Завод китайской компании «Хайлонг» по обработке буровых труб полимерным покрытием.
- АО «Невьянский цементник» — цементный завод (расположен в посёлке Цементном, западном пригороде Невьянска).
- Завод ЖБИ «Нейва» (расположен в посёлке Вересковом, юго-западном пригороде Невьянска).

## Экология
По состоянию на 2019 год, Невьянской городской округ относится к территориям риска по комплексному химическому загрязнению. Причиной загрязнения почв населённых мест различными веществами, в том числе I и II классов опасности (бенз(а)пирен, свинец, никель, кобальт, кадмий, мышьяк и др.) является высокая антропогенная нагрузка.
Загрязнение атмосферного воздуха в Невьянском городском округе не является критическим для населения.
С 2016 по 2018 год были установлены случаи экстремально высоких уровней загрязнения поверхностных вод. В этот период на реке Нейва фиксировалось превышение допустимой концентрации марганца от 0,51 мг/л до 1,15 мг/л. При этом источник загрязнений не был выявлен. В 2016 году были введены в эксплуатацию очистные сооружения предприятия АО «Невьянский машиностроительный завод — Нефтегазовое оборудование» (проектная мощность — 365 тыс. м³/год).
По результатам обследования почв в 2016 году было выявлено, что почвы города Невьянска наиболее загрязнены никелем, свинцом, цинком, кадмием и медью. Почвы суглинистые и имеют нейтральную среду.
В 2018 году по сравнению с 2017 годом увеличилось количество выбросов в атмосферу Невьянским ЛПУ МГ ООО «Газпром трансгаз Екатеринбург» ПАО «Газпром» — на 0,6 тыс. т (40 %) за счёт увеличения объёмов ремонтных работ на линейной части магистральных газопроводов.

## Галерея

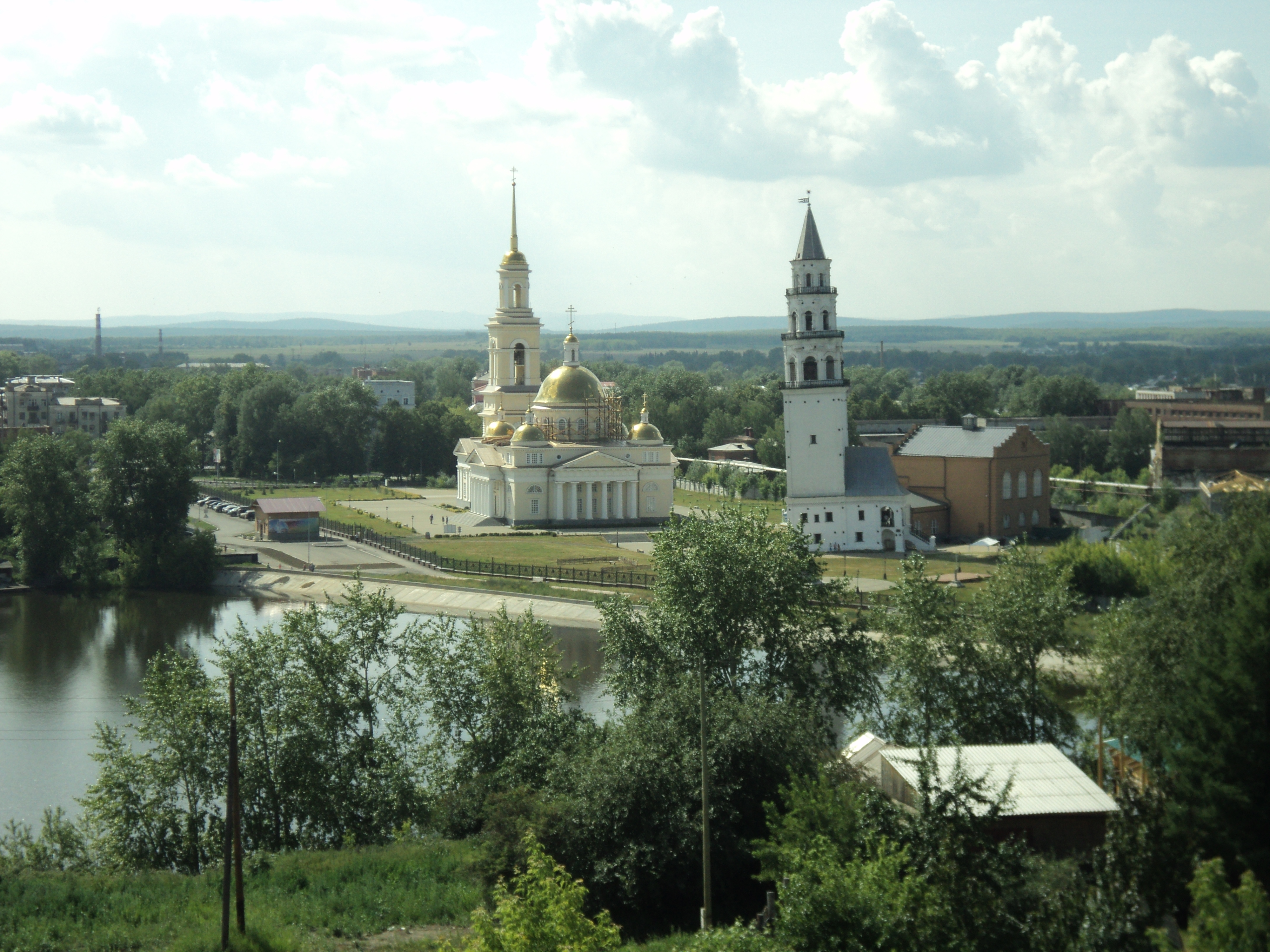
Вид на Центр города
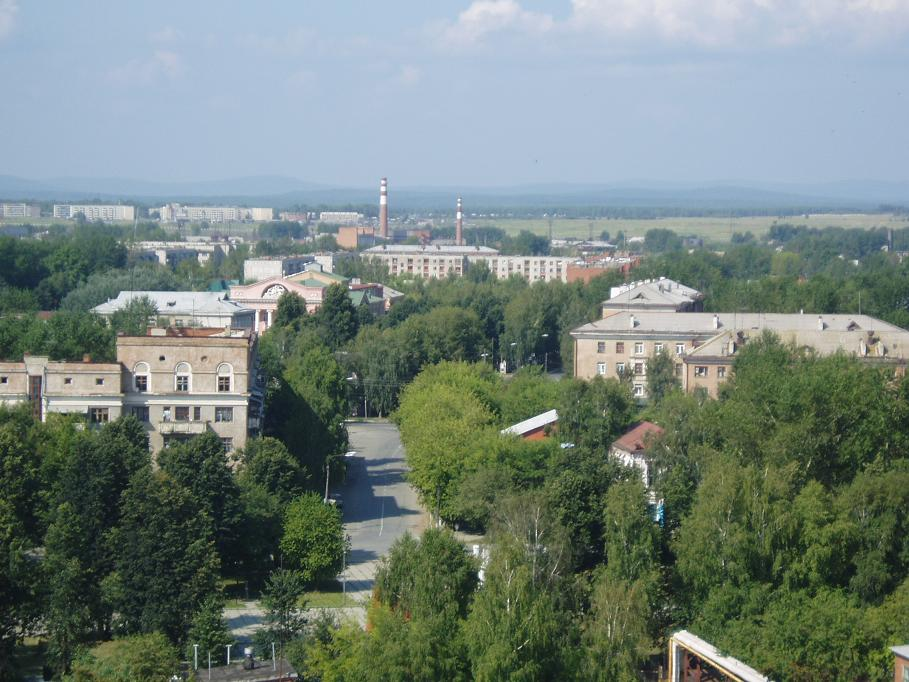
Вид на город Невьянск
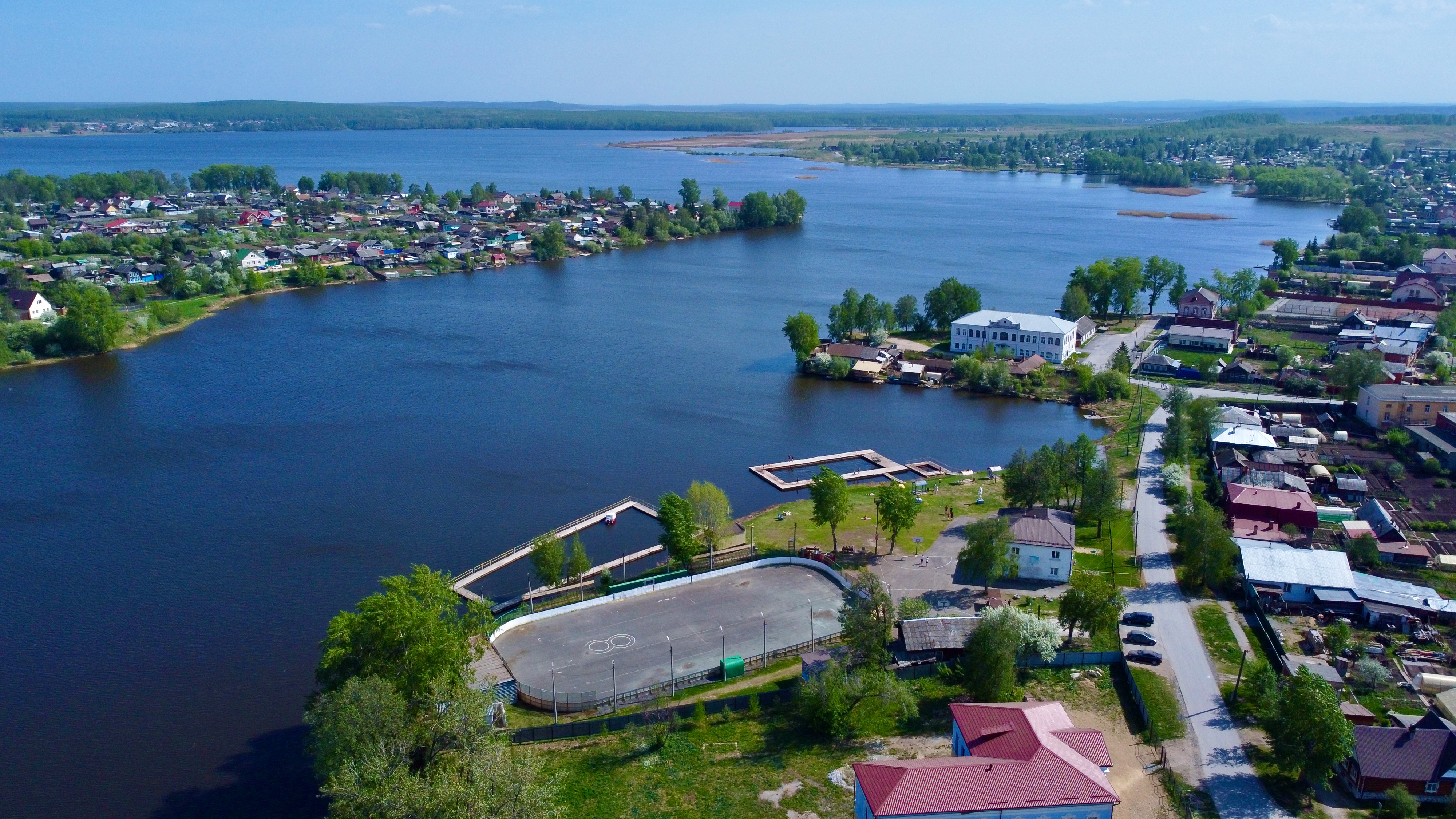
Невьянский пруд